# Журнал за личностна и социална психология
Журналът за личностна и социална психология (на английски: Journal of Personality and Social Psychology) е месечен психологически журнал на Американската психологическа асоциация.
Смята се за един от най-добрите журнали в областта на социалната и личностна психология. Неговият фокус е върху докладите за емпирични изследвания; все пак се публикуват специализирани теоретични, методологически статии и рецензии.
Журналът е разделен на три независими части:
1. Нагласи и социални когниции.
2. Вътрешноличностни отношения и групови процеси.
3. Личностни процеси и индивидуални различия.

Тези раздели са (до януари 2009) редактирани от Чарлс Джуд, Джефри Симпсън и Лаура Кинг.